# 국도 제331호선 (일본)

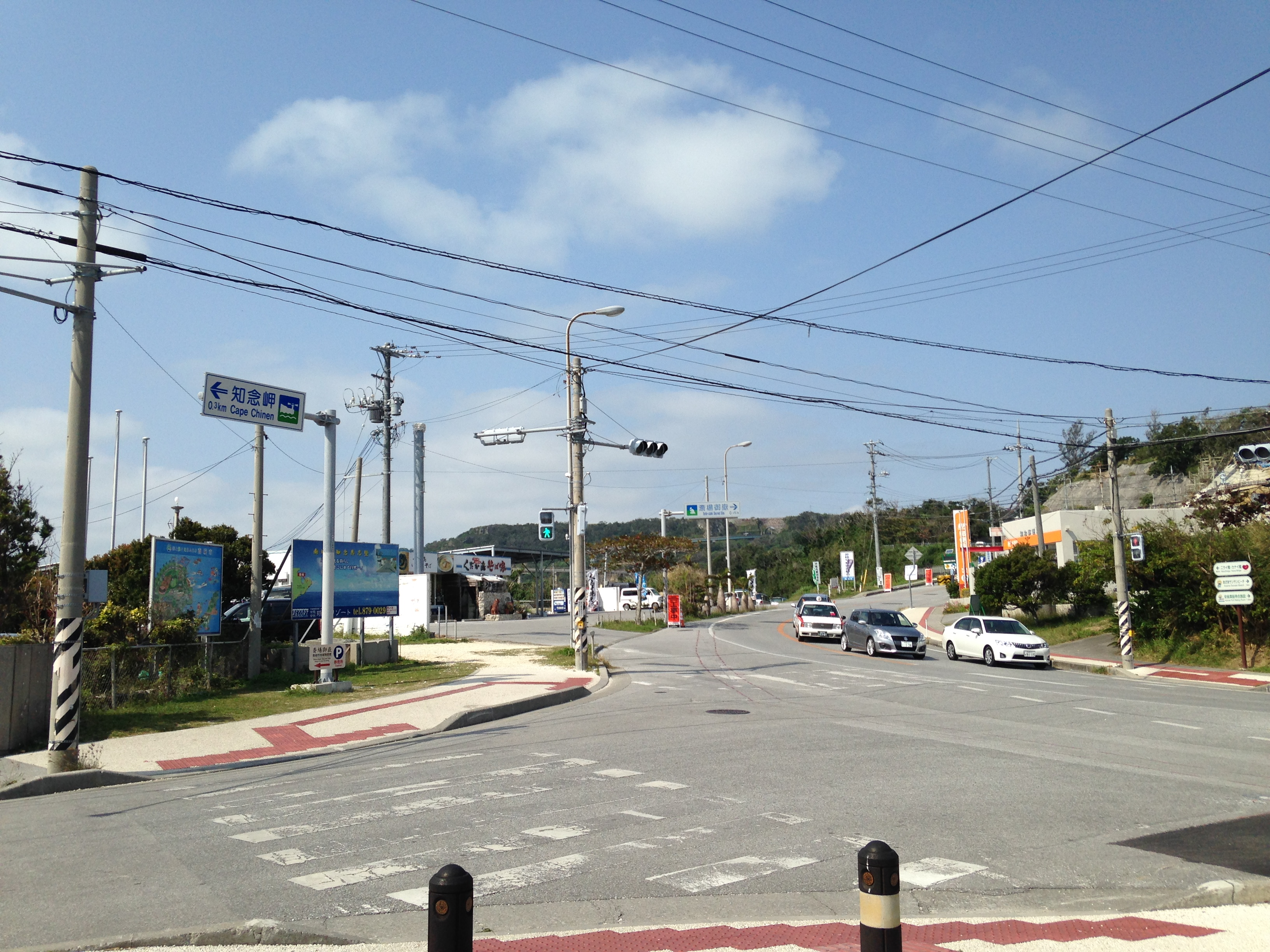
세이화 우타키와 지넨 미사키 공원 부근

일본 331번 국도(일본어: 国道331号→국도 331호)는 일본 오키나와섬 나하시에서 구니가미군 오기미촌까지 이르는 일본의 일반 국도이다. 중간에 329번 국도와의 구간이 겹쳐지는 특징을 가지고 있다.

## 개요

### 노선 정보
일반 국도의 노선을 지정하고 있는 정령에 의거한 기종점 및 경유지는 다음과 같다.
- 기점 : 오키나와현 나하시 (오노야마초 교차로, 메이지바시(일본어판) = 국도 제58호선과의 종점)
- 종점 : 오키나와현 오기미촌 (시오야 = 국도 제58호선과의 교점)
- 총 연장 : 153.6 km[2][A]
- 중용 연장 : 62.6 km[2]
- 미공용 연장 : 없음[2]
- 실제 연장 : 91.0 km[2]
- 현도 : 82.9 km[2]
- 구도 : 8.1 km[2]
- 신도 : 없음[2]
- 지정 구간 : 51.7 km[2]
- 지정 구간 외 : 39.3 km[2]

## 노선 개황

### 바이패스
- 오키나와 서해안 도로(일본어판) (지역 고규격 도로, 요미탄촌 ~ 이토만시)
  - 도미구스쿠 도로(일본어판) (도미구스쿠시 ~ 이토만시 니시자키)
  - 이토만 도로(일본어판) (이토만시 니시자키 ~ 마에자토)
  - 오로쿠 바이패스(일본어판) (나하시 아카미네 ~ 도미구스쿠시 나카치)
- 나시로 바이패스(일본어판) (이토만시 마에자토 ~ 미나미나미히라)
- 미나토가와 바이패스(일본어판) (야에세정 미나토가와 ~ 난조시 다마구스쿠 시켄바루)
- 햐쿠나 바이패스(일본어판) (난조시 다마구스쿠 시켄바루 ~ 나칸다카리)
- 후타미 바이패스(일본어판) (나고시 후타미 ~ 오우라)

### 중복 구간
- 국도 제332호선 : 기점 ~ 가키노하나초 교차로
- 국도 제507호선 : 이토만시 이토만 ~ 야에세정 구시찬
- 국도 제329호선 : 요나바루정 요나루 ~ 나고시 후타미

### 기상 악화 시 통행 규제 구간
- 나고시 후타미삼거리로부터 약 1.4 km 구간 (연속 강우량이 250 mm 이상일 경우)
- 나고시 데니야에서 구니가미군 히가시촌 다이라 사이의 구간 (연속 강우량이 200 mm 이상일 경우)

### 미치노에키
- 도요사키(일본어판) (도요사키시 도요사키, 도요사키 도로)
- 이토만(일본어판) (이토만시 니시자키(일본어판), 이토만 도로)

## 지리

### 통과하는 지자체
- 오키나와현
  - 나하시 - 도미구스쿠시 - 시마지리군 야에세정 - 난조시 - 시마지리군 요나바루정 - 나카가미군 (니시하라정 - 나카구스쿠촌 - 기타나카구스쿠촌) - 오키나와시 - 우루마시 - 구니가미군 긴정 - 기노자촌 - 나고시 - 구니가미군 히가시촌 - 구니가미군 오기미촌

### 통과하는 도로
고속도로
- 오키나와 자동차도(일본어판, 중국어판)
- 나하 공항 자동차도(일본어판, 중국어판)

국도
- 국도 제58호선
- 국도 제332호선
- 국도 제507호선
- 국도 제329호선
- 국도 제330호선

현도
- 오키나와현도 제7호선
- 오키나와현도 제231호선
- 오키나와현도 제221호선
- 오키나와현도 제256호선
- 오키나와현도 제249호선
- 오키나와현도 제250호선
- 오키나와현도 제77호선
- 오키나와현도 제223호선
- 오키나와현도 제15호선
- 오키나와현도 제17호선
- 오키나와현도 제48호선
- 오키나와현도 제137호선
- 오키나와현도 제236호선
- 오키나와현도 제86호선
- 오키나와현도 제138호선
- 오키나와현도 제38호선
- 오키나와현도 제34호선
- 오키나와현도 제35호선
- 오키나와현도 제146호선
- 오키나와현도 제81호선
- 오키나와현도 제227호선
- 오키나와현도 제22호선
- 오키나와현도 제85호선
- 오키나와현도 제20호선
- 오키나와현도 제75호선
- 오키나와현도 제74호선
- 오키나와현도 제16호선
- 오키나와현도 제36호선
- 오키나와현도 제255호선
- 오키나와현도 제6호선
- 오키나와현도 제73호선
- 오키나와현도 제88호선
- 오키나와현도 제104호선
- 오키나와현도 제234호선
- 오키나와현도 제71호선
- 오키나와현도 제13호선
- 오키나와현도 제18호선
- 오키나와현도 제14호선
- 오키나와현도 제70호선
- 오키나와현도 제9호선

## 갤러리

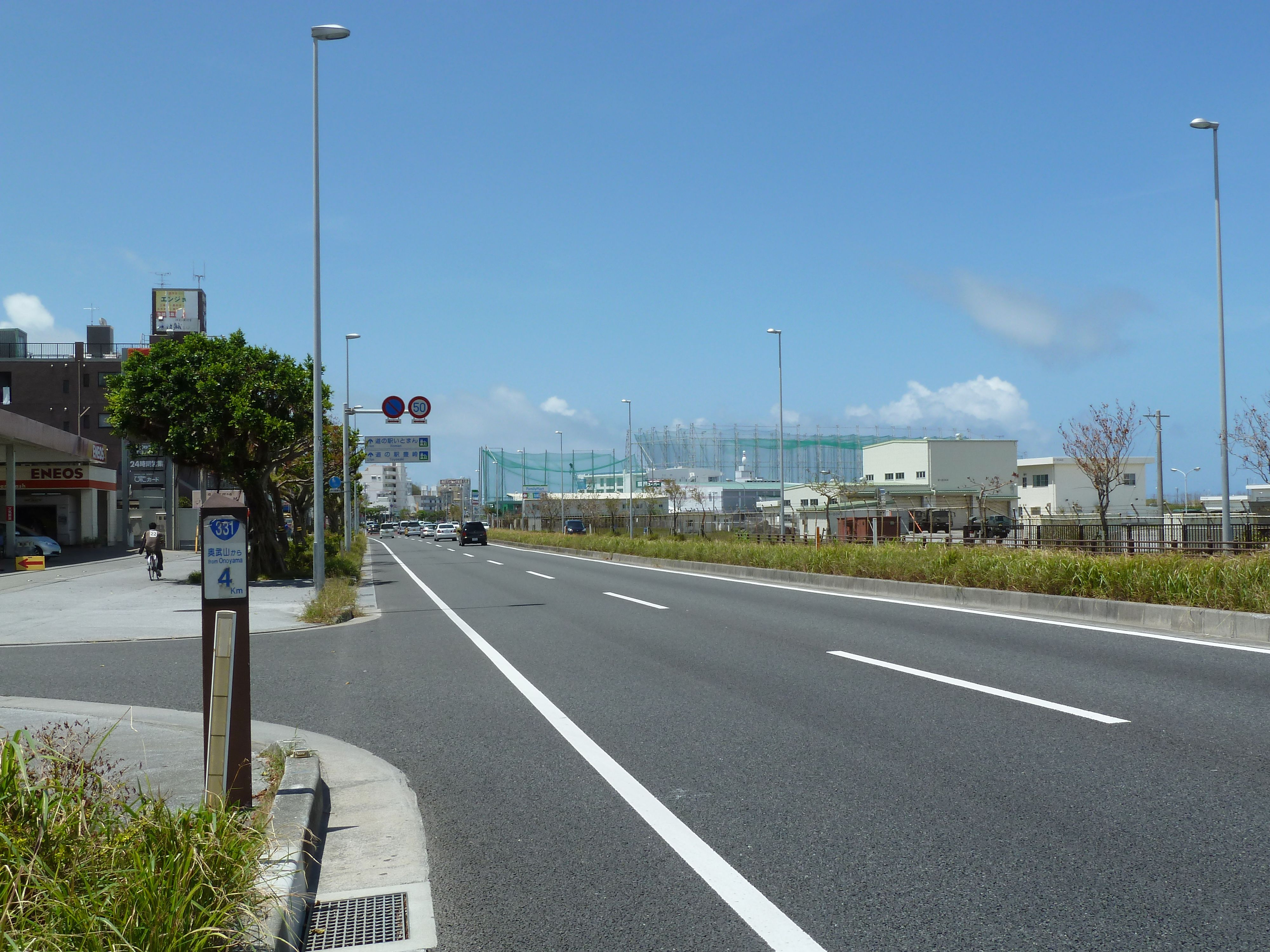
오키나와현 나하시 안을 질주하고 있는 국도 제331호선
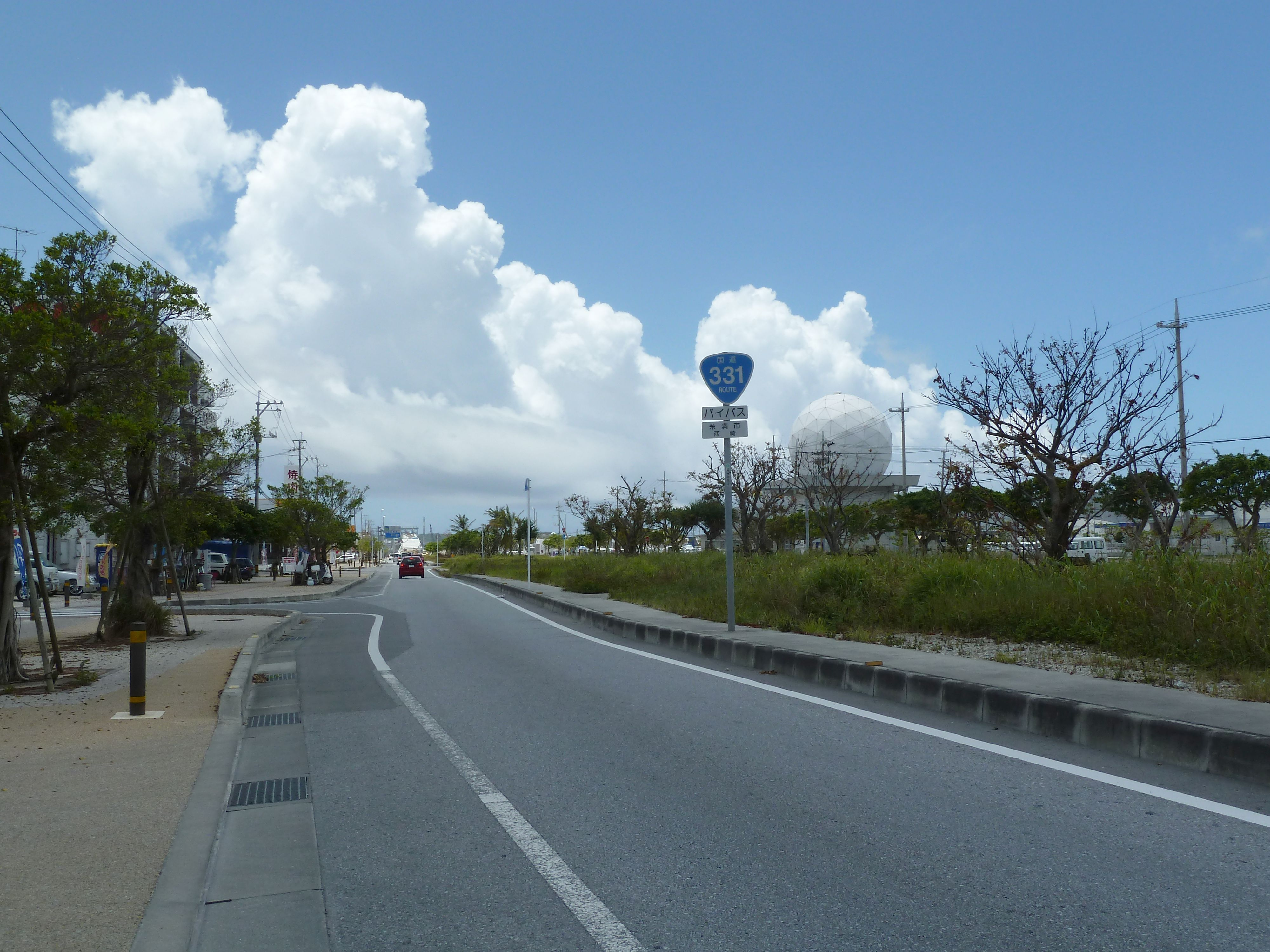
국도 제331호선
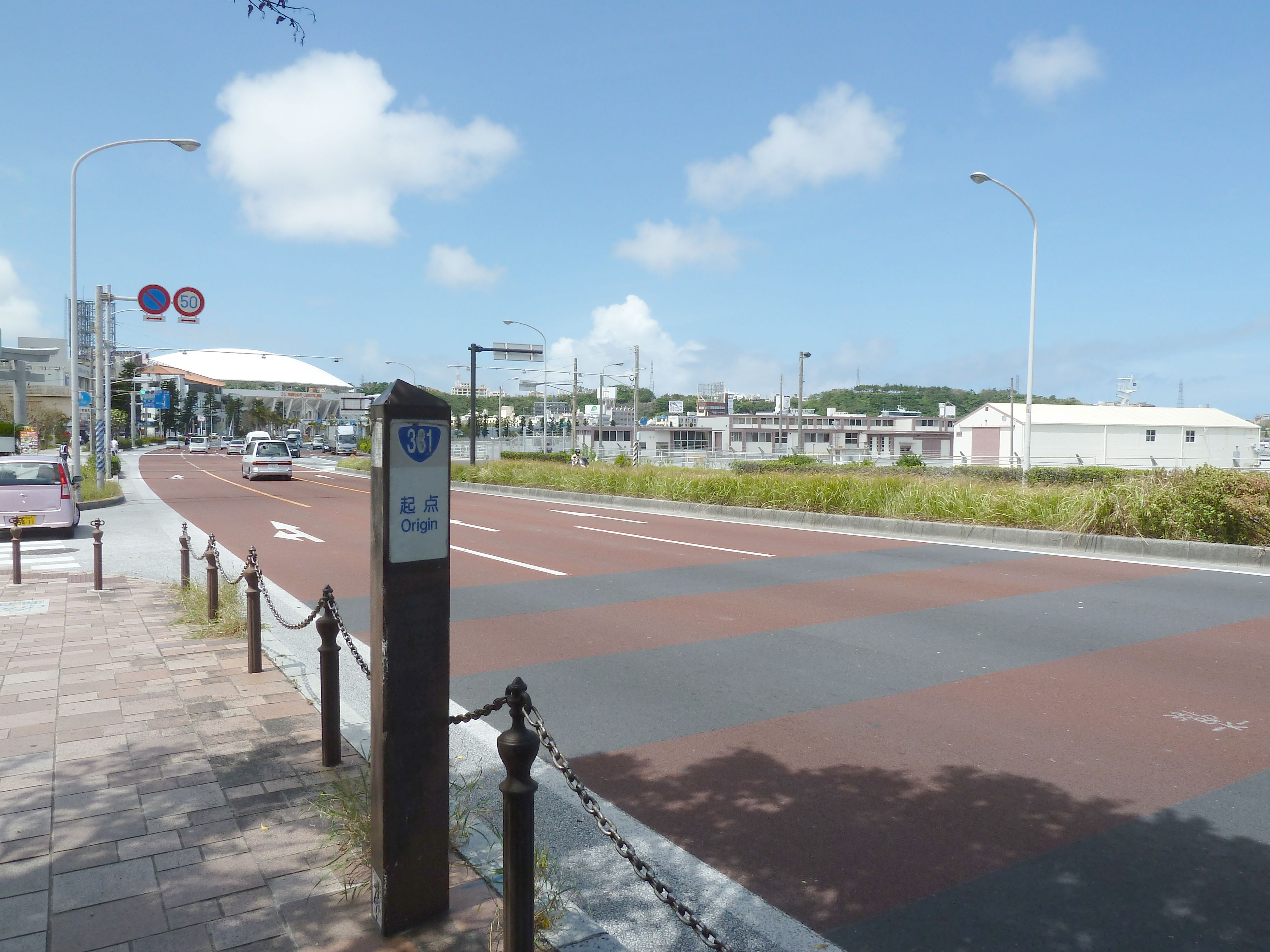
기점 ~ 나하시 가키노하나초 교차로